# Tyttobrycon
Tyttobrycon es un género de peces de la familia de Characidae y de la orden de los Characiformes.

## Especies
- Tyttobrycon dorsimaculatus (Géry, 1973)[1]
- Tyttobrycon hamatus (Géry, 1973)[1]
- Tyttobrycon spinosus (Géry, 1973)[1]
- Tyttobrycon xeruini (Géry, 1973)[1]